# Pilar (Alagoas)
Pilar is een gemeente in de Braziliaanse deelstaat Alagoas. De gemeente telt 32.655 inwoners (schatting 2009).
De plaats ligt aan de Manguaba-lagune.

## Aangrenzende gemeenten
De gemeente grenst aan Atalaia, Rio Largo, São Miguel dos Campos, Marechal Deodoro, Satuba en Boca da Mata.

## Verkeer en vervoer
De plaats ligt aan de wegen BR-101 en BR-316.